# Вільям Катонівере
Рату Вільям Маївалілі Катонівере (20 квітня 1964 , Сува ) — політичний діяч Фіджі. 
Президент Фіджі з 12 листопада 2021 
.
З 2013 року також був головою провінції Макуата, змінивши свого старшого брата Аїсеа Катонівере
, 
брав участь в ініціативах щодо збереження Великого Морського рифу
.
В 2020 — 2021 рр був головою групи компаній «Pine», до якої входять «Fiji Pine Limited», «Tropik Wood Industries Limited» та «Tropik Wood Products Limited». 
Вільям Катонівере також є членом ради директорів «Fiji Airports», «Fiji Sugar Corporation» та «Rewa Rice Ltd» 
.

## Біографія
Вільям Катонівере народився 20 квітня 1964 року у Лікарні Колоніал Вар Меморіал у Суві у родині Рату Сосо Катонівере та Саману Ботейвіви і був наймолодшим із семи братів і сестер. 
Навчався у фіджійській школі Драїба, а потім вступив до Коледжу Буа і закінчив його в 1981 
.
Військова кар'єра
В 1984 році Вільям Катонівере приєднався до Королівських збройних сил Фіджі, де у складі ЮНІФІЛ брав участь у двох операціях на Близькому Сході 
. 
Також служив командиром у Вануа-Леву
. 
Має звання підполковника.

## Президент Фіджі
До того як стати президентом, Катонівере пішов з усіх посад у раді директорів, які він раніше обіймав 
. 
Вільям Катонівере був висунутий від партії «FijiFirst» на посаду президента Фіджі прем'єр-міністром Франком Мбаїнімарамою
, 
тоді як Теймуму Кепа була висунута від Соціал-демократичної ліберальної партії опозиційним парламентським організатором Ліндою Табуєю 
.
Вільям зміг заручитися підтримкою більшості депутатів у першому турі голосування, набравши 28 голосів і перемігши Тейму Кепу 
. 
Депутат від опозиції Мосес Булітавуіз Соціал-демократичної ліберальної партії також проголосував за Катонівере 
.
12 листопада 2021 року Вільям Катонівере був приведений до присяги як шостий президент Фіджі, змінивши Джорджа Конрота

## Особисте життя
Родом із села Надурі, Макуата ( Вануа-Леву ) 
. Одружений з Філоменою Катонівере, у пари двоє дітей і троє онуків.